# Marko Bezjak
Marko Bezjak, né le 20 juin 1986 à Ptuj, est un joueur international slovène de handball évoluant au poste de demi-centre.

## Palmarès

### En club
compétitions internationales
- Ligue des champions (C1)
  - Vainqueur (1) : 2023
- Coupe de l'EHF/Ligue européenne (C3)
  - Vainqueur (1) : 2021
  - Finaliste (2) : 2009, 2022
- Coupe du monde des clubs
  - Vainqueur (3) : 2021 (en), 2022

compétitions nationales
- Championnat de Slovénie
  - Vainqueur en 2009, 2012 et 2013
- Coupe de Slovénie
  - Vainqueur en 2011 et 2013
- Championnat d'Allemagne
  - Vainqueur (1) : 2022
  - Deuxième (1) : 2023
- Coupe d'Allemagne
  - Vainqueur (2) : 2016, 2024
  - Finaliste (4) : 2015, 2019, 2022, 2023

### En sélection
- 6e place au championnat d'Europe 2012
- 8e place au championnat du monde 2015 au Qatar
- 6e place au Jeux olympiques de 2016
- troisième au championnat du monde 2017 en France
- 8e place au championnat d'Europe 2018